# 37 Eridani
37 Eridani är en gul jätte i stjärnbilden Eridanus. 
Stjärnan har visuell magnitud +5,44 och är synlig för blotta ögat vid god seeing. Den befinner sig på ett avstånd av ungefär 350 ljusår.